# Atrophaneura varuna
Atrophaneura varuna är en fjärilsart som först beskrevs av White 1842.  Atrophaneura varuna ingår i släktet Atrophaneura och familjen riddarfjärilar. Inga underarter finns listade i Catalogue of Life.

## Bildgalleri

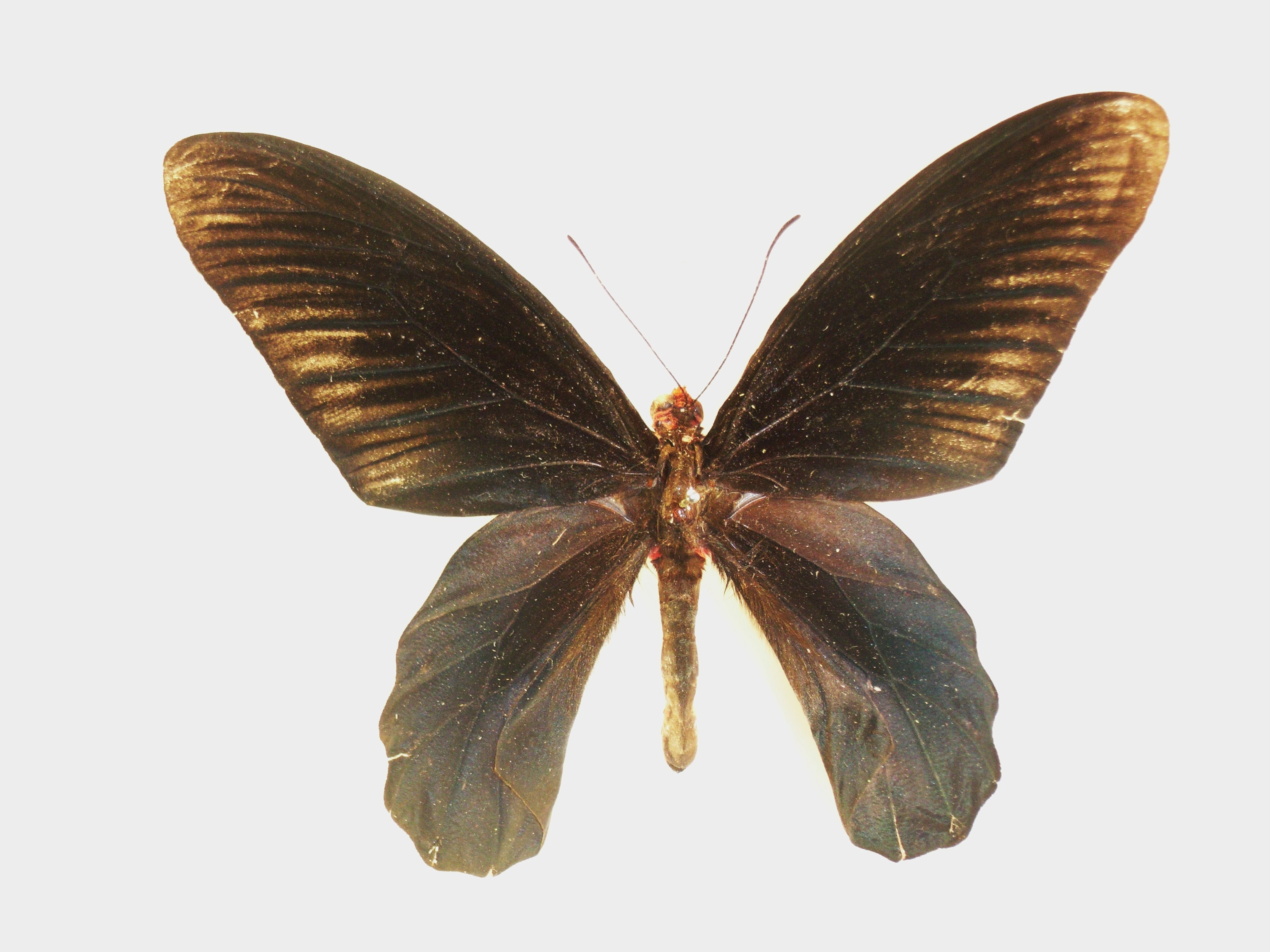
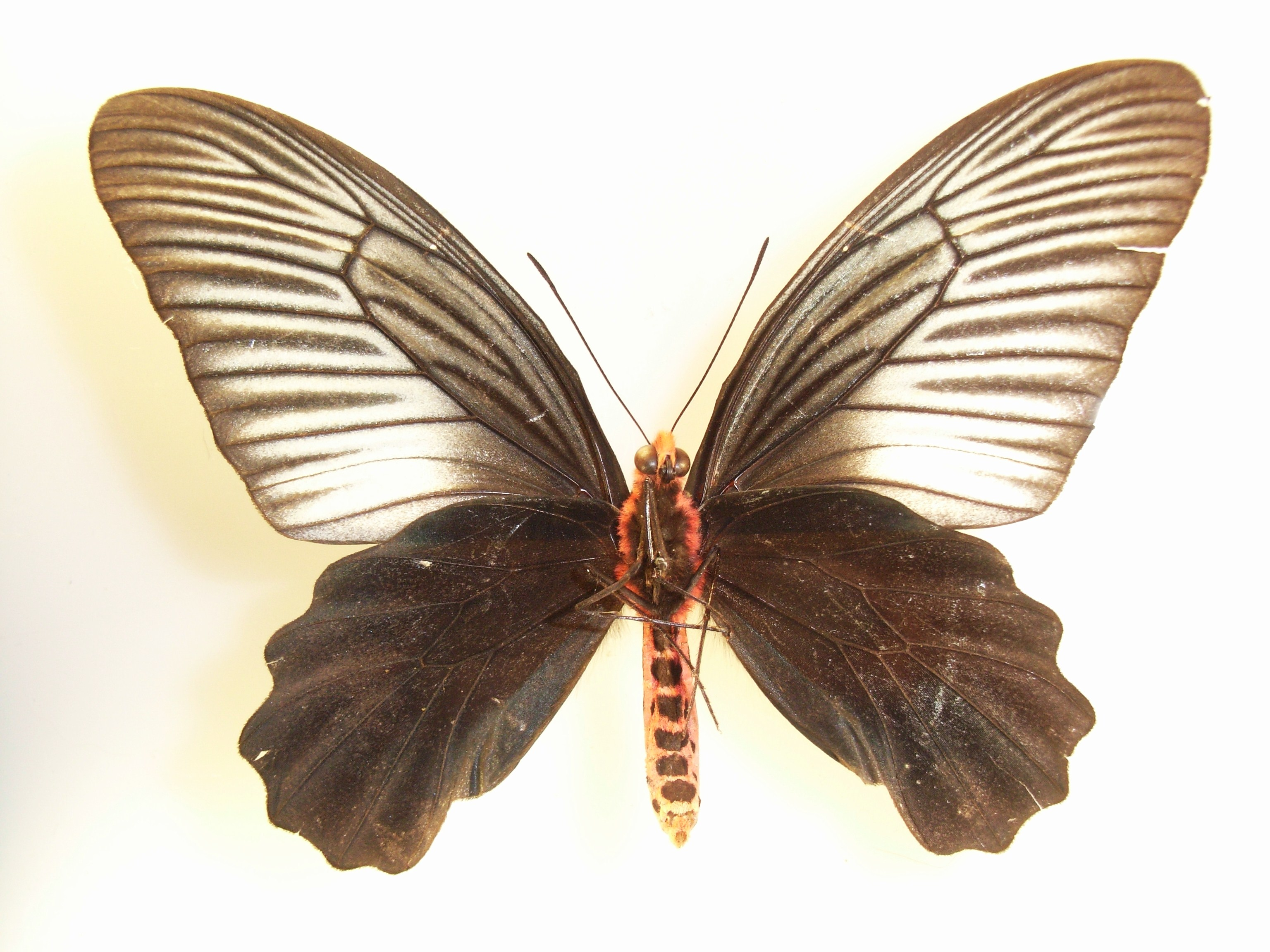
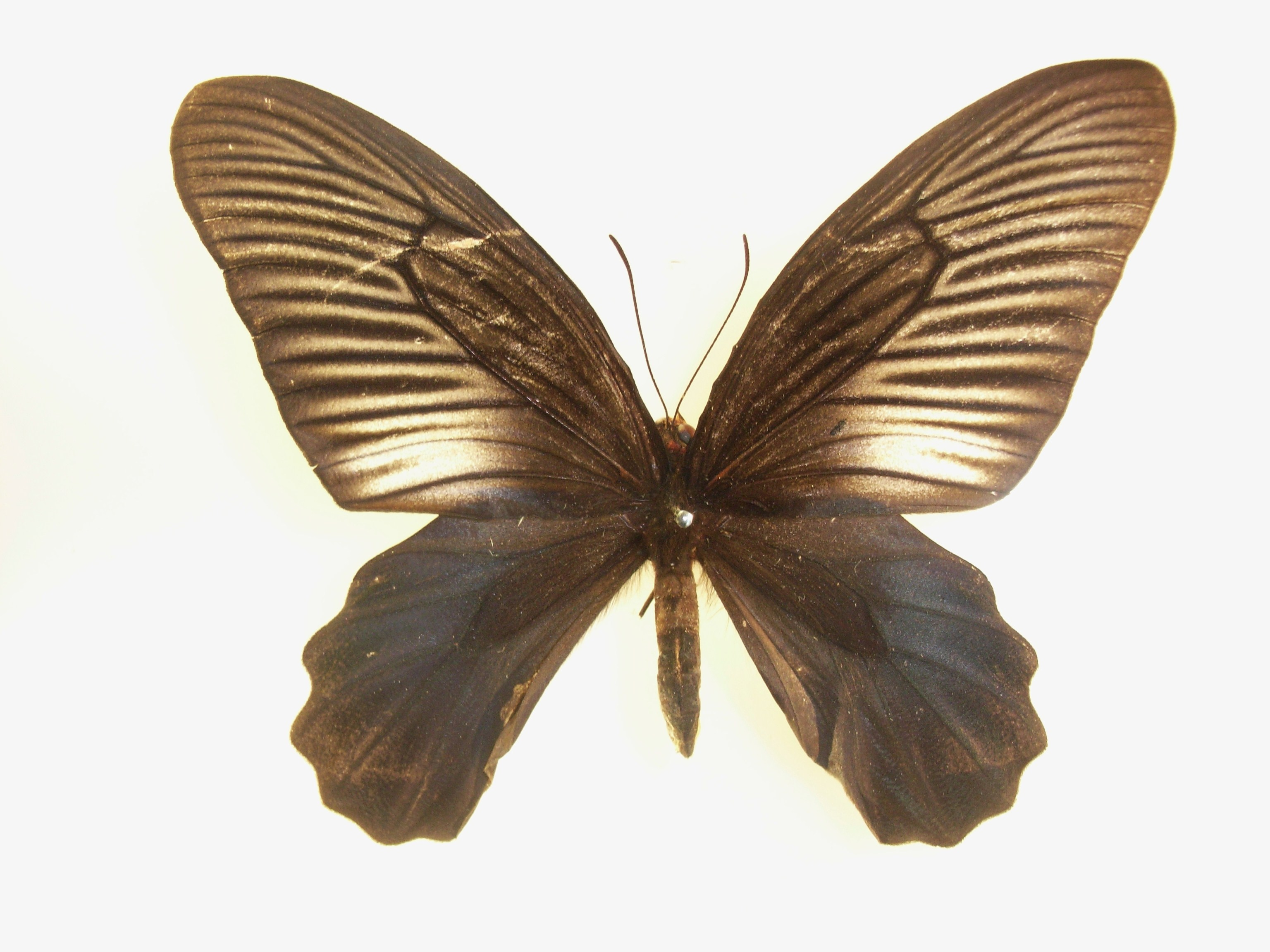